# Тытенок, Николай Иванович
Николай Иванович Титенок (укр. Микола Іванович Титенок; 5 декабря 1962, Вильча, Киевская область — 16 мая 1986, Москва) — ликвидатор аварии на Чернобыльской АЭС, пожарный 6-й самостоятельной военизированной пожарной части по охране города Припять, Герой Украины (2006, посмертно).

## Биография
Родился 5 декабря 1962 года.

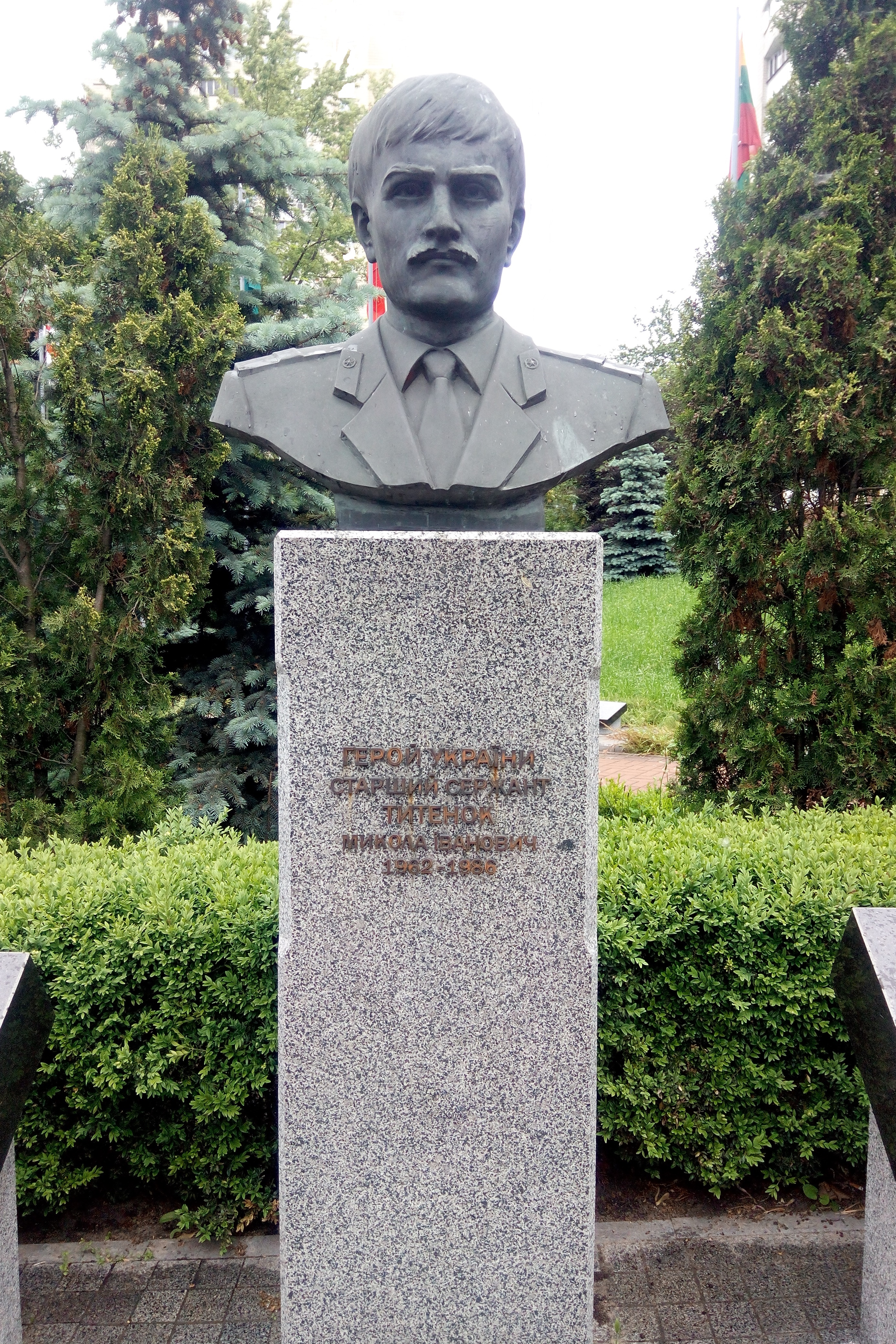
Бюст Николаю Тытенку на Аллее "Героев Чернобыля" в Киеве

Старший сержант внутренней службы, работал пожарным на Чернобыльской АЭС. Принимал непосредственное участие в тушении пожара на АЭС в ночь с 25 на 26 апреля 1986 года.
Умер 16 мая 1986 года. Похоронен на Митинском кладбище в Москве. 
Осталась вдова Татьяна и сын Сергей.

## Награды
- Звание Герой Украины с удостаиванием ордена «Золотая Звезда» (21 апреля 2006 года) — за героический подвиг во имя жизни нынешних и будущих поколений, личное мужество и самопожертвование, проявленные при ликвидации аварии на Чернобыльской АЭС (посмертно).[4]
- Знак отличия Президента Украины — крест «За мужество» (8 мая 1996 года) — за личное мужество и отвагу, проявленные при ликвидации аварии на Чернобыльской АЭС (посмертно).[5]
- Посмертно награждён орденом Красного Знамени.[6]